# 13801 Кольхас
13801 Кольхас (13801 Kohlhase) — астероїд головного поясу, відкритий 11 листопада 1998 року.
Тіссеранів параметр щодо Юпітера — 3,316.
Назва на честь Чарльз Кольхас (нар. 1935), котрий був піонером у плануванні, розробці та здійсненні планетарних космічних місій.